# Anjani
Anjani Thomas (10 de julio de 1959) es una cantautora americana y pianista, más conocida por su trabajo con el cantautor Leonard Cohen, así como con Carl Anderson, Frank Gambale y Stanley Clarke. Debuta en solitario en el año 2000.

## Vida
Anjani nació en Honolulu, Hawái donde se formó en guitarra, piano y voz. Asiste al Berklee College of Music durante un año y se traslada a Nueva York para seguir una carrera musical. Actúa en clubs de jazz antes de conocer al productor John Lissauer, quién la contrató para proporcionar los vocales de fondo en Aleluya la influyente canción de Leonard Cohen, en el álbum Varias Posiciones. Anjani empezó a actuar con Cohen en 1985, siendo su teclista y vocalista de coros y ha trabajado regularmente con Cohen siempre desde entonces, aportando su talento a I'm Your Man, The Future, Dear Heather y Old Ideas.
Anjani lanzó su carrera en solitario con el álbum Anjani en el año 2000, seguido por Los Nombres Sagrados en 2003. En 2006, Cohen contribuyó con letras y producción a la música y arreglos de Anjani para su álbum Blue Alert en Columbia Records. 
En 2011, Anjani empezó trabajar en un nuevo álbum, en el cual continúa la colaboración con Leonard Cohen en tres canciones nuevas. El nuevo registro, I Came To Love, fue publicado en descarga, como forma única de difusión en julio de 2014.

## Discografía
- Anjani (2000)
- Sacred Names (2003)
- Blue Alert (2006)
- I Came To Love (2014)